# Kanton Grasse-1
Der Kanton Grasse-1 ist ein französischer Wahlkreis im Département Alpes-Maritimes in der Region Provence-Alpes-Côte d’Azur. Er umfasst einen Teilbereich der Stadt Grasse und 18 weitere Gemeinden im Arrondissement Grasse. Durch die landesweite Neuordnung der französischen Kantone wurde er 2015 neu geschaffen.

## Gemeinden
Der Kanton besteht aus 19 Gemeinden und Gemeindeteilen mit insgesamt 43.575 Einwohnern (Stand: 1. Januar 2022) auf einer Gesamtfläche von 429,68 km²:
| Gemeinde                 | Einwohner 1. Januar 2022 | Fläche km² | Dichte Einw./km² | Code INSEE | Postleitzahl |
| ------------------------ | ------------------------ | ---------- | ---------------- | ---------- | ------------ |
| Amirat                   | 49                       | 12,95      | 4                | 06002      | 06910        |
| Andon                    | 652                      | 54,30      | 12               | 06003      | 06750        |
| Briançonnet              | 168                      | 24,32      | 7                | 06024      | 06850        |
| Cabris                   | 1.421                    | 5,43       | 262              | 06026      | 06530        |
| Caille                   | 423                      | 16,96      | 25               | 06028      | 06750        |
| Collongues               | 80                       | 10,78      | 7                | 06045      | 06910        |
| Escragnolles             | 621                      | 25,48      | 24               | 06058      | 06460        |
| Gars                     | 70                       | 15,57      | 4                | 06063      | 06850        |
| Grasse                   | 18.235                   | 20,85      | 875              | 06069      | 06130, 06520 |
| Le Mas                   | 98                       | 32,15      | 3                | 06081      | 06910        |
| Le Tignet                | 3.158                    | 11,26      | 280              | 06140      | 06530        |
| Les Mujouls              | 38                       | 14,55      | 3                | 06087      | 06910        |
| Peymeinade               | 8.491                    | 9,76       | 870              | 06095      | 06530        |
| Saint-Auban              | 204                      | 42,54      | 5                | 06116      | 06850        |
| Saint-Cézaire-sur-Siagne | 3.971                    | 30,02      | 132              | 06118      | 06780        |
| Saint-Vallier-de-Thiey   | 3.662                    | 50,68      | 72               | 06130      | 06460        |
| Séranon                  | 537                      | 23,28      | 23               | 06134      | 06750        |
| Spéracèdes               | 1.180                    | 3,46       | 341              | 06137      | 06530        |
| Valderoure               | 517                      | 25,34      | 20               | 06154      | 06750        |
| Kanton Grasse-1          | 43.575                   | 429,68     | 101              | 0611       | –            |

1. ↑   Nur der nordwestliche Teil der Gemeinde, der Rest gehört zum Kanton Grasse-2.

## Politik
| Vertreter im Departementrat | Vertreter im Departementrat  | Vertreter im Departementrat |
| Amtszeit                    | Namen                        | Partei                      |
| --------------------------- | ---------------------------- | --------------------------- |
| 2015–2021                   | Michèle Olivier Jérôme Viaud | LR                          |
| 2021–                       | Michèle Olivier Jérôme Viaud | LR                          |